# Regionalismo en Arica y Parinacota

Solestrellada, bandera que fue propuesta como la bandera oficial de la región.

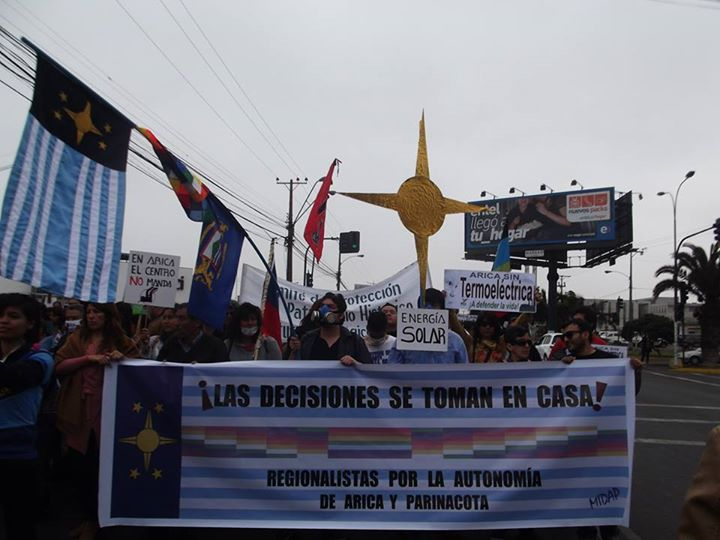
Marcha contra la termoeléctrica del cerro Chuño en 2014.

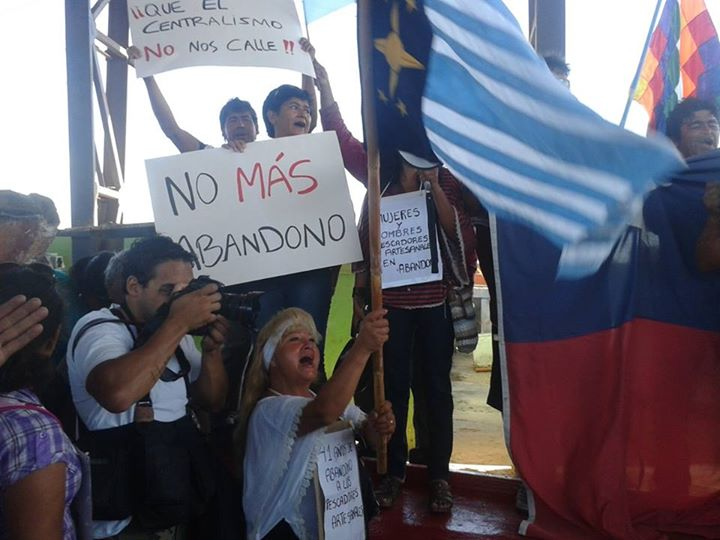
Manifestaciones regionalistas en Arica en 2014

El regionalismo en Arica y Parinacota es un fenómeno político-social existente en dicha región, la más septentrional de las regiones chilenas.
Este sentimiento regionalista tuvo un crecimiento único luego del Fallo de la Corte de La Haya sobre la delimitación marítima entre Chile y Perú, pero sin embargo fundamentalmente el crecimiento es debido al sentimiento de abandono que habría empezado con el cierre de la Junta de Adelanto de Arica.
Una propuesta que ha sido clave en este regionalismo, es la separación de la Zona Franca de industrial de Arica, de la Zona Franca de Iquique, de la cual depende en todo aspecto administrativo.

## Símbolos
La Solestrellada o más conocida como bandera regionalista ariqueña fue diseñada en internet hace pocos años y se ha ido popularizando de a poco en la ciudadanía.
En tanto, se ha dicho muchas veces que la denominación de «Estado Independiente de Arica» no pretende separarse de Chile realmente, sino que es una frase que pretende llamar la atención.
La canción «¡Arica, siempre Arica!» se ha convertido en el himno no oficial de la ciudad, al ser entonado por la ciudadanía en colegios, partidos de fútbol y en otras instancias.